# Tsubasa Yokotake
Tsubasa Yokotake (jap. 横竹 翔 Yokotake Tsubasa; ur. 30 sierpnia 1989) – japoński piłkarz występujący na pozycji pomocnika.

## Kariera klubowa
Od 2008 do 2014 roku występował w klubach Sanfrecce Hiroszima i Gainare Tottori.